# Premi de la Reunificació Nacional
El Premi de la Reunificació Nacional (en coreà: 조국통일상) és un premi atorgat pel Presidium de l'Assemblea Suprema del Poble de Corea del Nord a totes aquelles persones que han contribuït en la reunificació coreana. El premi va ser instituït el 1990.

## Receptors
Aquesta llista és incompleta
- An Ji-saeng[2]
- An U-saeng[2]
- Ryu Mi-yong[3]

### 1990
- Moon Ik Hwan[4]
- Yun I-sang[5]

### 1998
- Kim Chaek[1]
- Kang Ryang Uk[1]
- Ho Jong Suk[1]
- Kim Jong Thae[1]
- Choe Yong Do[1]
- Hong Myong-hui[1]
- Ho Hon[1]
- Kim Ku[1]
- Kim Kyu Sik[1]
- Rim Su Gyong[1]
- Kim Ki Hyon[6]
- Jo Nam Jin[6]
- Ryo Yon Gu[6]
- Phyo Mu Won[6]

### 2000
- Els 63 presos de llarga duració no conversos repatriats el 2000:[7][8][9][10]
  - Kang Tong-gŭn
  - Kim Tong-gi
  - Kim Myŏng-su
  - Kim Sŏk-hyŏng
  - Kim Sŏn-myŏng
  - Kim Yŏng-dal
  - Kim Yŏng-man
  - Kim Yŏng-tae
  - Kim Yŏng-gyu
  - Kim Yong-su
  - Kim U-taek
  - Kim Ŭn-hwan
  - Kim Ik-jin
  - Kim In-su
  - Kim In-sŏ
  - Kim Chong-ho
  - Kim Chung-jong
  - Kim Chang-wŏn
  - Ko Kwang-in
  - Ryu Un-hyŏng
  - Ryu Yŏn-chŏl
  - Ryu Han-uk
  - Ri Kyŏng-gu
  - Ri Kyŏng-chan
  - Ri Kong-sun
  - Ri Tu-gyun
  - Ri Se-gyun
  - Ri Chae-ryong
  - Ri Jong
  - Ri Jong-hwan
  - Pak Mun-jae
  - Pak Wan-gyu
  - Pang Chae-sun
  - Sŏk Yong-hwa
  - Son Sŏng-mo
  - Song Sang-jun
  - Sin Kwang-su
  - Sin Rin-su
  - Sin In-yŏng
  - An Yong-gi
  - Yang Chŏng-ho
  - O Hyŏng-sik
  - U Yong-gak
  - Yun Yong-gi
  - Yun Hŭi-bo
  - Im Pyŏng-ho
  - Chang Pyŏng-rak
  - Chang Ho
  - Chŏn Chin
  - Chŏn Ch'ang-gi
  - Cho Ch'ang-son
  - Ch'oi Sŏn-muk
  - Ch'oi Su-il
  - Ch'oi Ha-jong
  - Han Paek-ryŏl
  - Han Chang-ho
  - Han Chong-ho
  - Han Chun-ik
  - Ham Se-hwan
  - Hong Kyŏng-sŏn
  - Hong Myŏng-gi
  - Hong Mun-gŏ
  - Hwang Yong-gap

### 2005
- Kim Yong Sun[11]
- Kang Ung Jin[11]
- Son Song Phil[11]
- Ju Chang Jun[11]
- Ryo Won Gu[11]
- Song Ho Gyong[11]
- Nam Sung U[11]
- Ho Nam Gi[11]
- Yang In Won[11]
- Cha Sang Bo[11]
- Sok Myong Son[11]

### 2007
- Rim Tong Ok[12]
- Han Ung Sik[12]
- Pak Ryol[12]
- Yun Song Sik[12]
- Jong In Sok[12]
- Ri U Song[12]
- Jong In Bo[12]
- Jang Pyong Thae[12]
- Kim Jong Sik[12]
- Yun Kum Sok[12]
- An Hung Gap[12]
- Han Hak Su[12]
- Ri Jung Rak[12]
- Kim Yong Sul[12]

### 2012
- Kim Jung Rin[13]
- Moon Sun Myung[14]